# Fernando San Emeterio
Fernando San Emeterio Lara (Santander, 1 de janeiro de 1984) é um basquetebolista profissional espanhol. Atualmente joga na Liga ACB Valencia.